# Ouaké
Ouaké – miasto w Beninie, w departamencie Donga. Położone jest przy granicy z Togo, około 370 km na północ od stolicy kraju, Porto-Novo. W spisie ludności z 11 maja 2013 roku liczyło 17 259 mieszkańców.